# Neocheiropteris ensata
Neocheiropteris ensata är en stensöteväxtart som först beskrevs av Thunb., och fick sitt nu gällande namn av Ren-Chang Ching. Neocheiropteris ensata ingår i släktet Neocheiropteris och familjen Polypodiaceae. Utöver nominatformen finns också underarten N. e. izuensis.

## Bildgalleri

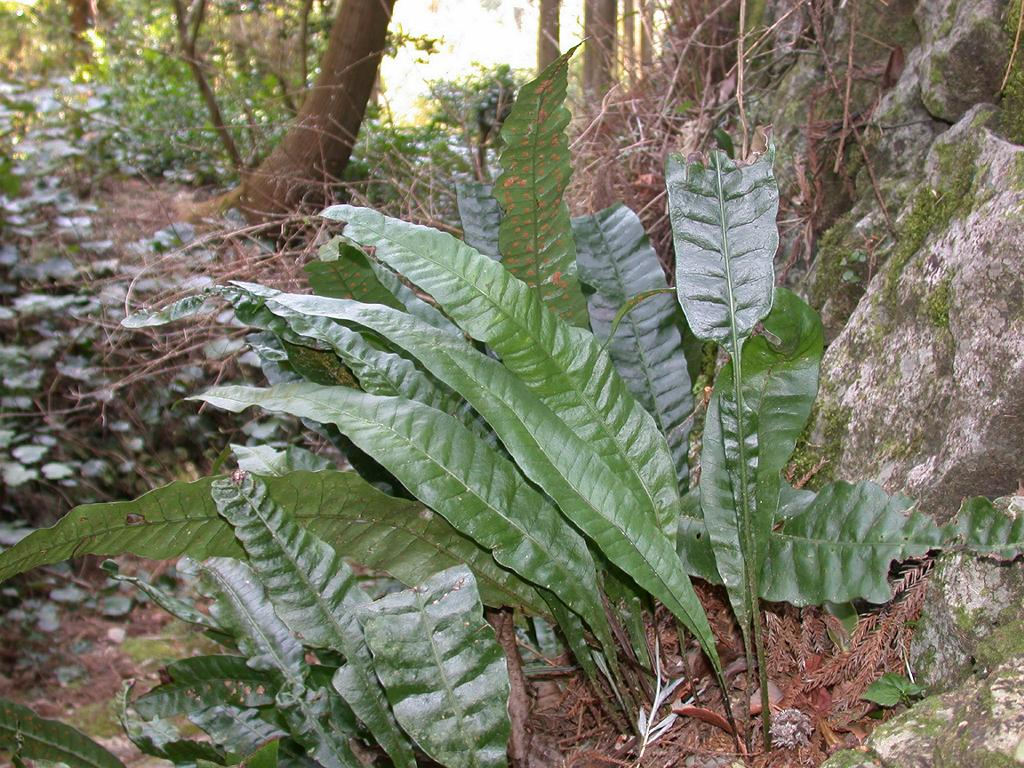